# Galactose-1-phosphate
Le D-galactose-1-phosphate est un intermédiaire métabolique de l'interconversion du glucose et du galactose.
Il est issu de la phosphorylation du galactose par la galactokinase.